# Dinastia antigónida

Macedônia e vizinhos, c. 200 a.C.

A dinastia antigónida foi uma dinastia de reis helênicos que descendiam de Antígono Monoftalmo, general de Alexandre, o Grande.

## História
Sucedendo a dinastia antipátrida em uma grande parte da Macedónia, Antígono governou sobre a Ásia Menor e o norte da Síria. Sua tentativa de tomar todo o antigo império de Alexandre levou-o à derrota e à morte na Batalha de Ipso, em 301 AC. Seu filho, Demétrio I da Macedónia (Demétrio Poliórcetes) sobreviveu à batalha e conseguiu retomar a Macedónia poucos anos depois, mas perdeu seu trono, morrendo na prisão. Depois de um período de confusão, o filho de Demétrio, Antígono Gónatas restabeleceu o controle da família sobre o velho Reino da Macedónia, bem como sobre a maioria das cidades-Estado gregas em 276 a.C.

## Legado
Foi uma das três dinastias formadas pelos generais de Alexandre. As outras foram: a dinastia selêucida e a dinastia ptolemaica. A dinastia antigónida terminou com a dominação da região pelo Império Romano depois da Batalha de Pidna, em  168 a.C..

## Dinastia
Os membros da dinastia foram:
- Antígono Monoftalmo
- Demétrio I da Macedónia
- Antígono Gónatas
- Demétrio II da Macedónia
- Antígono III Doson
- Filipe V da Macedónia
- Perseu da Macedónia